# Tongland Bridge
Die Tongland Bridge ist eine Straßenbrücke in der Ortschaft Tongland in der schottischen Council Area Dumfries and Galloway. 1971 wurde das Bauwerk in die schottischen Denkmallisten in der höchsten Kategorie A aufgenommen. Eine ehemalige Einstufung als Scheduled Monument wurde 1996 aufgehoben. Die Brücke ist nicht zu verwechseln mit der wenige hundert Meter flussaufwärts befindlichen Old Tongland Bridge.

## Geschichte
Konkrete Planungen zur Errichtung der Brücke wurden 1803 aufgenommen. Ziel war die Anbindung des Hafens von Kirkcudbright an die Städte Dumfries und Portpatrick sowie die Grafschaft Ayrshire. Für die Gestaltung zeichnet der Ingenieur Thomas Telford in Zusammenarbeit mit dem Künstler Alexander Nasmyth verantwortlich. Mehrere regionale Steinmetze verpflichteten sich zur Umsetzung des Entwurfs zu einem Preis von weniger als 3000 £. Nach der Grundsteinlegung im März 1804 wurde ein Lehrgerüst für den weiten Zentralbogen errichtet. Dieses wurde bei einem Sommerhochwasser im August 1804 zerstört. Telford, der zur Begutachtung des Schadens herbeigerufen wurde, bewertete es als unmöglich die Brücke zum vereinbarten Betrag zu bauen.
Die Steinmetze wurden ihrer Aufgabe entbunden und Adam Blane als leitender Ingenieur vor Ort eingesetzt. Am 29. August 1805 war der zentrale Bogen vollendet. Nachdem die Brücke ab November 1806 bereits vollständig begehbar war, wurde sie schließlich am 21. Mai 1808 fertiggestellt und eröffnet. Die Gesamtkosten beliefen sich auf 7710 £. In der Mitte des 20. Jahrhunderts wurde die Tongland Bridge verstärkt.

## Beschreibung
Der Mauerwerksviadukt liegt am Südrand von Tongland ein kurzes Stück unterhalb des Wasserkraftwerks Tongland. Er führt die A711 über den Dee. Die Tongland Bridge überspannt den Dee in sieben Bögen. Bemerkenswert ist der zentrale Segmentbogen mit einer lichten Weite von 34,1 m und einer lichten Höhe von 9,8 m. Es handelt sich um den ersten Bogen Telfords dieser Weite. Jeweils drei schlanke Spitzbögen flankieren den zentralen Bogen. Die neogotische Ausgestaltung wird über die halbrund hervortretenden Ausbuchtungen mit Spitzbogenöffnungen fortgeführt. Entlang der Fassaden wurde im Wesentlichen grauer Sandstein von der Insel Arran verwendet. Im Innenbogen wurde hingegen roter Sandstein aus Annan verbaut. Die auskragende Brüstung ist mit Zinnenbewehrung gestaltet.